# Хорватия на зимних Олимпийских играх 1992
Хорватия не завоевала ни одной медали на зимних Олимпийских играх 1992 года. Сборная страны состояла из 4 спортсменов (3 мужчины, 1 женщина), которые выступили в соревнованиях по горнолыжному спорту, лыжным гонкам и фигурному катанию. Это было первое выступление Хорватии в качестве независимой страны на зимних Олимпийских играх.

## Состав сборной
Горнолыжный спорт
1. Ведран Павлек[англ.]

 Лыжные гонки
1. Синиша Вуконич[англ.]

 Фигурное катание
1. Томислав Тшижмешия[англ.]
2. Желька Тшижмешия[англ.]

## Результаты

### Горнолыжный спорт
| Спортсмен     | Соревнование      | Результат      | Результат      | Источник |
| Спортсмен     | Соревнование      | Время          | Место          | Источник |
| ------------- | ----------------- | -------------- | -------------- | -------- |
| Ведран Павлек | Супергигант       | Не финишировал | Не финишировал | [ 1 ]    |
| Ведран Павлек | Гигантский слалом | Не финишировал | Не финишировал | [ 2 ]    |
| Ведран Павлек | Слалом            | 1:57,28        | 36             | [ 3 ]    |

### Лыжные гонки
| Спортсмен      | Соревнование                                | Результат | Результат | Источник |
| Спортсмен      | Соревнование                                | Время     | Место     | Источник |
| -------------- | ------------------------------------------- | --------- | --------- | -------- |
| Синиша Вуконич | 10 км классическим стилем                   | 34:01,1   | 75        | [ 4 ]    |
| Синиша Вуконич | 15 км свободным стилем, гонка преследования | 48:45,5   | 69        | [ 5 ]    |
| Синиша Вуконич | 50 км свободным стилем                      | 2:28:19,4 | 60        | [ 6 ]    |

### Фигурное катание
| Спортсмен          | Соревнование              | Результат          | Результат              | Результат | Источник |
| Спортсмен          | Соревнование              | Короткая программа | Произвольная программа | Сумма     | Источник |
| ------------------ | ------------------------- | ------------------ | ---------------------- | --------- | -------- |
| Томислав Тшижмешия | Мужское одиночное катание | 29                 | Не прошёл              | Не прошёл | [ 7 ]    |
| Желька Тшижмешия   | Женское одиночное катание | 25                 | Не прошла              | Не прошла | [ 8 ]    |